# Xylopia caudata
Xylopia caudata este o specie de plante angiosperme din genul Xylopia, familia Annonaceae, descrisă de Joseph Dalton Hooker și Thomas Thomson. Conține o singură subspecie: X. c. reticulata.